# Privilège du préalable
Pour les articles homonymes, voir Privilège.
Le privilège du préalable est un principe de droit selon lequel l'administration dispose d'une prérogative de puissance publique qui lui permet de créer du droit par ses propres moyens, sans avoir recours à un juge. Ses décisions produisent des effets de droit immédiatement.

## Concept
Ce principe de droit a été énoncé par le professeur Maurice Hauriou. Il s'agit d'une véritable clef de voûte de l'action administrative, car elle confère à l'administration un pouvoir exorbitant du droit commun qui rend possible l'application instantanée de ses décisions. Il s'agit d'un privilège accordé à l'administration.
Ainsi, du fait de ce privilège, l'administration n'a pas à s'adresser préalablement à un juge pour obtenir l'autorisation d'obliger les administrés à respecter sa décision (CE, 30 mai 1913, Préfet Eure, Rec. CE 1913 ; pour une application plus récente du principe, CE, 24 février 2016, Département de l’Eure, nº 395194). L'administré doit, dès l'origine, obéir, et réclamer ensuite par la voie d'un recours. Dans un arrêt du 21 février 2001, le Conseil d'État écrit qu'« en vertu du privilège du préalable, le requérant avait à s'incliner devant la décision », « ladite décision fût-elle illégale ».
Le principe comporte deux éléments : 
- l’administration dispose de la prérogative de réaliser ses droits par ses propres moyens, sans avoir recours à l’autorisation préalable d’un juge ;
- la décision produit des effets de droit et est exécutoire (décision exécutoire).

Mais il faut nuancer ce principe qui caractérisait l’action administrative pour plusieurs raisons : 
- l’administration utilisait beaucoup l’acte unilatéral (arrêtés, décrets…). Elle utilise maintenant aussi le contrat (marchés, DSP…) ;
- l’acte unilatéral n’a pas la portée d’une décision de justice et n’a pas l’autorité de la chose jugée ; l’acte unilatéral existe si un texte le prévoit.

Le privilège du préalable constitue un critère majeur pour distinguer droit public et droit privé.